# Lacera sublineata
Lacera sublineata är en fjärilsart som beskrevs av Walker 1865. Lacera sublineata ingår i släktet Lacera och familjen nattflyn. Inga underarter finns listade i Catalogue of Life.